# Sterling Marlin

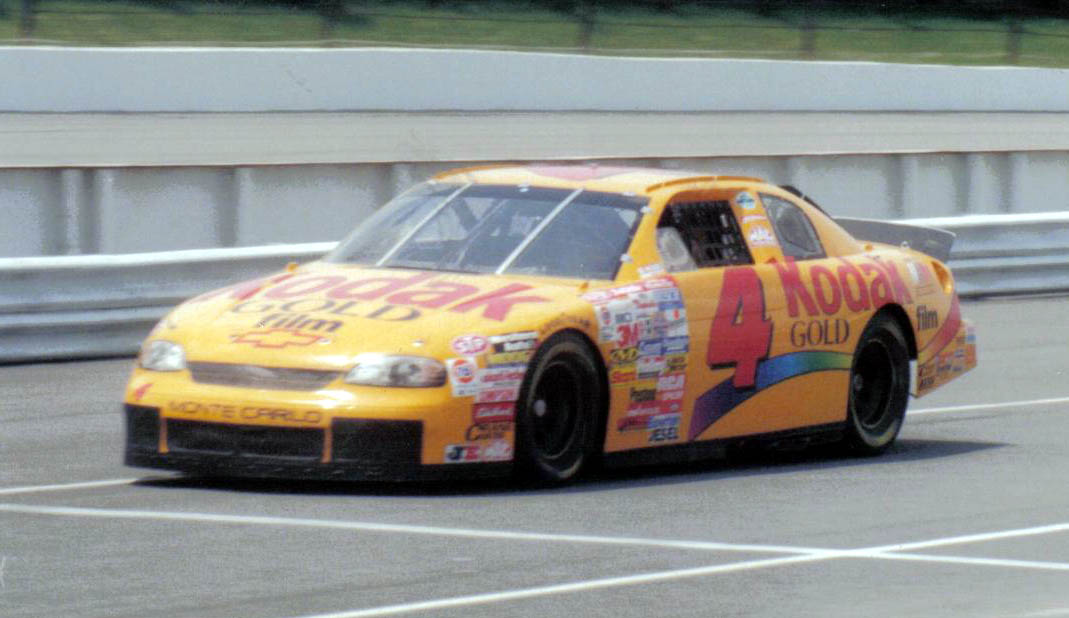
Chevrolet Monte Carlo número 4 de Marlin en 1997.

Sterling Marlin (Columbia, Tennessee,
30 de junio de 1957) es un piloto de automovilismo estadounidense que se destacó en stock cars, más precisamente en NASCAR.
Marlin disputó 748 carreras por la Copa NASCAR entre los años 1976 y 2009, y logró 10 victorias, 83 top 5 y 216 top 10. Entre sus victorias en la categoría se destacan dos en las 500 Millas de Daytona en 1994 y 1995.
El mejor resultado de campeonato que logró Marlin fue tercero en 1995 y 2001; también resultó séptimo en 1991, octavo en 1996 y décimo en 1992 y 1988.
Por otro lado, disputó 77 carreras en la Nationwide Series entre 1986 y 2008 donde logró dos victorias y 22 top 10, aunque nunca fue piloto regular de la serie.
También participó de la International Race of Champions en las ediciones de 1996 y 2002, donde obtuvo 3 cuartos puestos como mejores resultados, y terminó sexto en la edición de 1996 y décimo en 2002.

## Inicios
En 1983, Marlin fue contratado por Roger Hamby una Chevrolet en la Copa NASCAR. Logró un top 10 y terminó 19º en el campeonato, logrando el título de Novato del Año. A pesar de que corrió las 500 Millas de Daytona para Hamby, Marlin corrió la mayoría de la temporada 1984 con el equipo Sadler Brothers, logrando dos top 10.
Marlin solo hizo ocho apariciones en 1985, siendo su mejor resultado un 12º lugar en Talladega. En 1986 corrió en un Chevrolet de Hoss Ellington en un calendario parcial de 10 carreras, logrando dos top 5 y cuatro top 10.

## Hagan-Junior Johnson-Stavola
Marlin se convirtió en piloto regular en 1987 pilotando un Oldsmobile de Billy Hagan. Obtuvo cuatro top 5 y finalizó 11º en la tabla de pilotos. Al año siguiente, consiguió seis top 5 para finalizar décimo en el campeonato. En 1989, logró cuatro top 10, que lo relegó al puesto 12 en el campeonato. En 1990, logró cinco top 5, pero concluyó 14º en el clasificador final.
En 1991, Marlin compitió con un Ford de Junior Johnson; obtuvo siete top 5 y 16 top 10, finalizando séptimo en el campeonato. La siguiente temporada, logró 6 top 5 y 13 top 10, para finalizar décimo en el campeonato. Marlin pasó a manejar un Ford de los Stavola Brothers en 1993, logró un top 5 y 8 top 10, ubicándose 15º en el campeonato.

## Morgan-McClure
Marlin pasó a conducir un Chevrolet de Morgan-McClure Motorsports en 1994. Después de 279 carreras por la Copa NASCAR, ganó por primera vez en la categoría en las 500 Millas de Daytona. Acumuló cinco top 5 y 11 top 10, para concluir 14º en el campeonato. Al año siguiente, comienza ganando las 500 Millas de Daytona por segunda vez consecutiva, siendo el tercero en conseguir victorias consecutivas en la Gran Carrera Americana. A diferencia de la temporada pasada, Marlin fue contendiente por el título, logrando victorias en Darlington 1 y en Talladega 2, además de un total de 9 top 5 y 22 top 10, terminando tercero en el campeonato.
En 1996, Marlin ganó en Talladega 1 y en las 400 Millas de Daytona, y obtuvo cinco top 5 y 10 top 10, para concluir octavo. En 1997, no pudo ganar, solo logró 2 top 5 y 6 top 10, cayendo al 25º puesto en la tabla de pilotos.

## Chip Ganassi
Marlin pasó a conducir un Chevrolet para el equipo SABCO en 1998. Logró seis top 10, para finalizar 13º en el campeonato. En 1999, obtuvo dos top 5 y 5 top 10, para finalizar 16º en la tabla de pilotos. En 2000, consiguió un top 5 y 7 top 10, para terminar 19º en el campeonato.
En 2001, Chip Ganassi compró el 80% del equipo SABCO de Felix Sabates, cambiando el nombre del equipo a Chip Ganassi Racing with Felix Sabates y cambiando a la marca Dodge. En las 500 Millas de Daytona, Marlin se tocó con Dale Earnhardt en la última vuelta, en lo que derivó que este último sufriera un accidente en la cual no sobrevivió. En las semanas siguientes, Marlin y su familia recibió correos y amenazas de muerte de los fanes que pensaban que era el responsable, pero Sterling fue absuelto de toda culpa por NASCAR y defendido por los pilotos del equipo de Dale Earnhardt, Michael Waltrip y Dale Earnhardt Jr. En la temporada, Marlin consiguió dos victorias, 12 top 5 y 20 top 10, para finalizar tercero en el campeonato.
En las 500 Millas de Daytona de 2002, Marlin luchó contra Jeff Gordon por el liderato en la parte final de la carrera cuando ambos hicieron contacto, perdiendo este último el control de su auto. Aprovechando la bandera roja por un accidente múltiple, Marlin que lideraba la carrera, intentó sacar el guardabarros fuera de la llanta, pero estaba prohibido hacer reparaciones cuando la carrera esta parada, con lo cual fue enviado hacia atrás del pelotón. En ese año, Marlin estuvo de líder durante 24 semanas, y llegó a la fecha 28, cuarto en el campeonato, con un total de 2 victorias, 8 top 5 y 14 top 10. En la fecha 29 disputada en Kansas, Marlin sufrió un accidente, en la cual se lesionó el cuello y lo dejó afuera de la temporada, quedando relegado al puesto 18 en la tabla de pilotos.
En 2003, Marlin logró 11 top 10 para finalizar 18º en el campeonato. A pesar de lograr 3 top 5 y 7 top 10 en 2004, cayó al puesto 21 del campeonato. En su último año con el equipo en 2005, logró un top 5 y 5 top 10, finalizando 30.º en el campeonato.

## Últimos años
Su última temporada completa fue en 2006 cuando corrió un Chevrolet de MB2. En 2007, Marlin corrió con el renombrado equipo de Bobby Ginn, las primeras 19 fechas, pero con un mejor resultado de 13º fue reemplazado por Regan Smith.
Marlin disputó con Phoenix Racing dos carreras en 2007, siete en 2008 y en 2009, y reemplazó al lesionado Dario Franchitti en 2008 en dos carreras para Chip Ganassi.
Disputó su última carrera en la Copa NASCAR en la carrera de Martinsville en octubre de 2009.